# Stellifer colonensis
Stellifer colonensis es una especie de pez de la familia Sciaenidae en el orden de los Perciformes.

## Morfología
• Los machos pueden llegar alcanzar los 15 cm de longitud total.

## Hábitat
Es un pez de clima tropical y demersal que vive hasta los 25 m de profundidad.

## Distribución geográfica
Se encuentra en el  Atlántico occidental: Panamá, Puerto Rico, Haití y Venezuela.

## Observaciones
Es inofensivo para los humanos.